# Hoshina Masatoshi
Hoshina Masatoshi (保科 正俊?; 1509 – 1593) è stato un samurai giapponese del periodo Sengoku capo del clan Hoshina e servitore del clan Takeda.

## Biografia
Figlio di Hoshina Masanori, governava il castello di Takatō nella provincia di Shinano. Inizialmente si oppose all'invasione di Shinano da parte di Takeda Shingen; tuttavia in seguito si sottomise a Shingen del quale divenne servitore al comando di 120 cavalieri. Assieme a Sanada Masayuki e Kōsaka Masanobu fu il terzo Danjō del clan Takeda, distinto dagli altri come Yari-Danjō per il talento nell'utilizzo della lancia. Nel 1590 Toyotomi Hideyoshi assegnò agli Hoshina il piccolo feudo di Tako (Shimōsa).
A Masatoshi succedette il figlio Hoshina Masanao.